# Margelana veternosa
Margelana veternosa är en fjärilsart som beskrevs av Rudolf Püngeler 1907. Margelana veternosa ingår i släktet Margelana och familjen nattflyn. Inga underarter finns listade i Catalogue of Life.